# بانک بین‌المللی افغانستان
بانک بین‌المللی افغانستان (AIB) بزرگترین و سودآورترین بانک خصوصی در افغانستان و تنها بانک افغانی است که انتقال بین‌المللی به همه کشورها را دارد و دفتر مرکزی آن در کابل است. این بانک دارای سی و هفت دفتر و شعبه در شهرهای بزرگ کشور، AIB دارای سهامداران بین‌المللی، دو گروه تجاری افغان و یک گروه تجاری افغان-آمریکایی است که در سال ۲۰۰۴ افتتاح شد.
AIB در درجه اول به عنوان یک بانک عمده فروشی تجاری فعالیت می‌کند و از جمله سازمان‌های چندجانبه، نهادهای سازمان ملل، سازمان‌های غیردولتی، سفارتخانه‌ها، نیروهای نظامی خارجی، نهادهای دولتی افغانستان، شرکت‌های خارجی و داخلی را در فهرست مشتریان خود دارد.

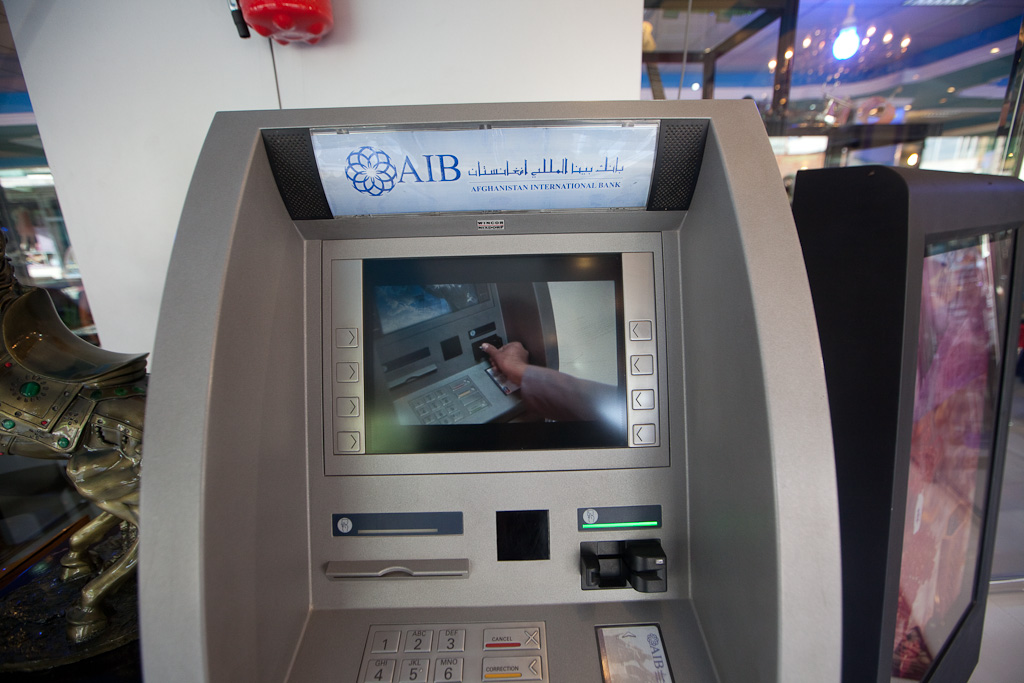
یک خودپرداز ATM بانک بین‌المللی افغانستان

این بانک از ساحه سوم مکروریان، در جاده فرودگاه بین‌المللی حامد کرزی شهر کابل واقع شده‌است، فعالیت می‌کند. شعبات این بانک در کابل، مزارشریف، هرات، قندهار، جلال‌آباد، کندز، پلخمری، هلمند، نیمروز و خوست است.
بانک بین‌المللی افغانستان ۷۹۰ میلیون دلار سپرده حدود ۲۰٪ از پایه سپرده افغانستان در اختیار دارد. وال استریت ژورنال این شرکت را «یکی از بزرگترین وام دهندگان کشور» توصیف کرده‌است(در افغانستان).